# Ashram Sabarmati
L'Ashram Sabarmati (anche conosciuto come Gandhi Ashram, Harijan Ashrma o Satyagraha Ashram) si trova nel sobborgo Sabarmati di Ahmedabad, nello Stato del Gujarat, adiacente alla Strada degli Ashram, sulle rive del Fiume Sabarmati, a 6.5 km dal municipio della città. Questa fu una delle residenze di Mohandas Karamchand Gandhi, ovvero Mahatma Gandhi, il quale vi risiedette per circa dodici anni con sua moglie, Kasturba Gandhi.
Da qui Gandhi diresse la marcia Dandi, anche chiamata Satyagraha, il 12 marzo 1930. Grazie alla significativa influenza che la marcia ebbe sul Movimento d'indipendenza indiano il governo indiano designò l'ashram come monumento nazionale.

## Storia

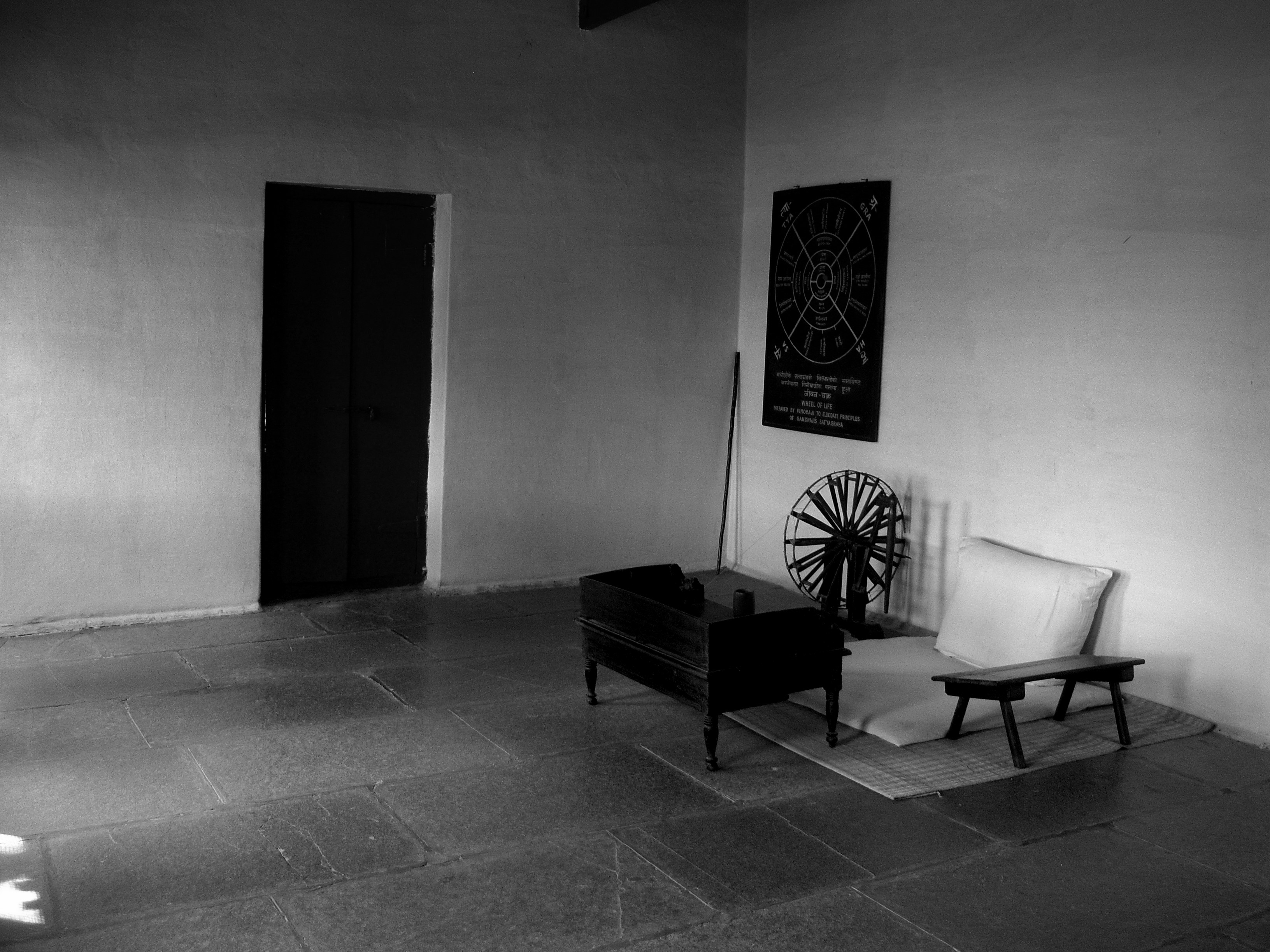
La camera degli ospiti di Mahatma Gandhi a Hridaya Kunj

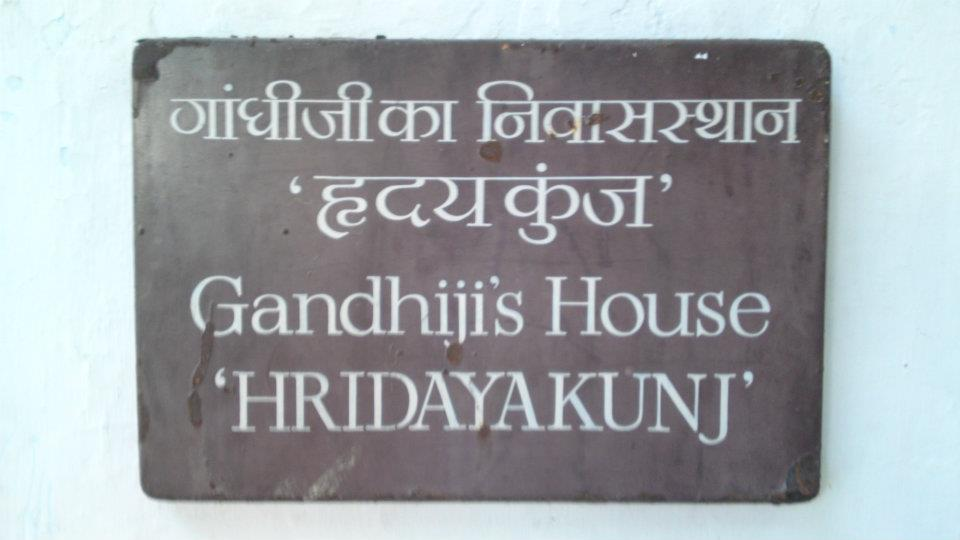
Kunj nell'Ashram Sambarmati

L'ashram era originariamente situato nel Bungalow Kocharab di Jivanlal Desai, avvocato e amico di Gandhi, il 25 maggio 1915. A quei tempi l'ashram era chiamato Ashram Satyagraha. L'intenzione di Gandhi era quella di dare luogo a diverse attività come l'agricoltura e l'allevamento di animali, in concomitanza con altre attività che richiedevano una maggiore area di terreno utilizzabile. Due anni dopo, il 17 giugno 1917, l'ashram fu rilocato in un'area grande 36 acri sulla sponda del Fiume Sabarmati; da quel momento fu conosciuto come l'Ashram Sambarmati. 
Si crede che questo sia uno dei più antichi siti di ashram di Dadhichi Rishi, il quale donò se stesso per la guerra in nome della giustizia. Il suo ashram principale è situato a Naimisharanya, vicino Lucknow, nello Stato dell'Uttar Pradesh. 
L'Ashram Sabarmati si trova tra la prigione e il crematorio, e Gandhi credeva che un satyagrahi dovesse andare in ognuno di quei luoghi. Gandhi disse: "Questo è il posto giusto per perseguire con le nostre attività di ricerca della verità e sviluppo del coraggio, dato che da un lato abbiamo i bulloni di ferro degli stranieri, e dall'altro i fulmini di Madre Natura".
Mentre risiedeva nell'ashram, Gandhi fondò una scuola superiore che si concentrava sul lavoro manuale, agricoltura e alfabetizzazione, per poter avanzare nello sforzo di portare la Nazione all'autosufficienza. Fu da qui che, il 12 marzo 1930, Gandhi marciò su Dandi, 388 km dall'ashram, con 78 compagni in protesta alla Legge sul sale britannica, la quale incrementò le tasse sul sale indiano, nel tentativo di promuovere la vendita del sale britannico in India. Fu in quel marzo che la conseguente produzione illegale di sale incitò centinaia di migliaia di persone in tutta l'India a unirsi alla causa, attraverso la produzione illegale, comprando e vendendo sale. 
La disobbedienza civile di massa portò all'incarcerazione di più di 60.000 combattenti per la libertà dal Raj Britannico per le seguenti tre settimane. Di conseguenza, il governo britannico sequestrò gli ashram. 
Più tardi Gandhi chiese al Governo la restituzione degli ashram, ma il governo non era incline ad ottemperare alla sua richiesta. In quel momento decise che il 22 luglio 1933 l'ashram sarebbe stato smantellato; quest'ultimo infatti divenne un luogo deserto dopo la detenzione di molti membri. In seguito i cittadini locali decisero di preservarlo. Il 12 marzo 1930 Gandhi promise che non sarebbe tornato all'ashram fino all'Indipendenza dell'India. Tuttavia l'Indipendenza fu conquistata il 15 agosto 1947, e l'India fu dichiarata una nazione libera. Gandhi fu assassinato il 30 gennaio 1948.

## L'Ashram oggi

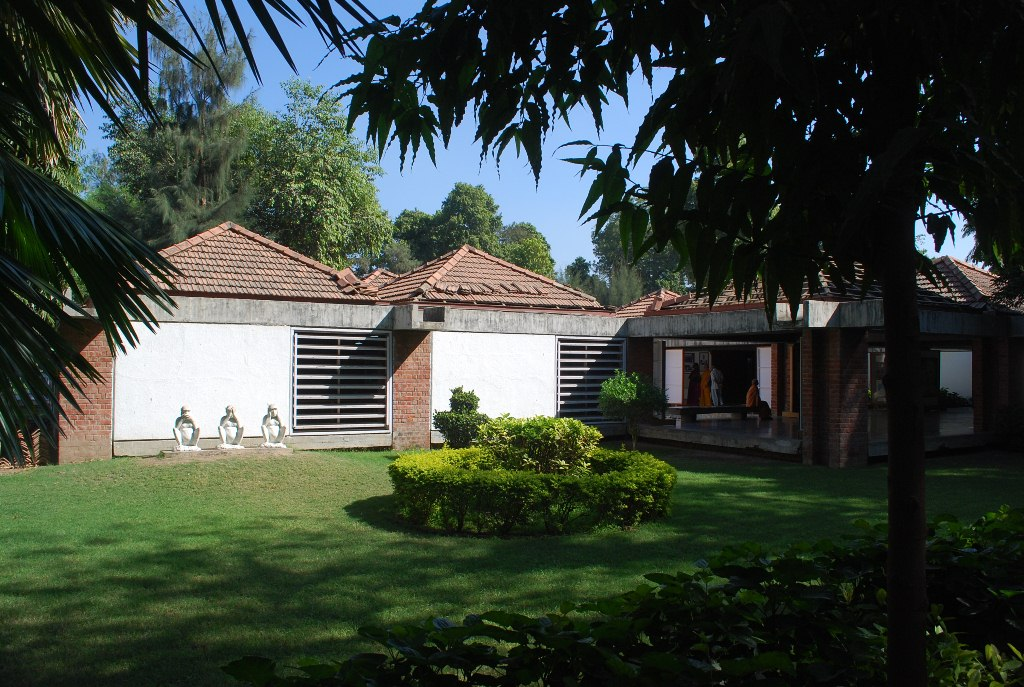
Il museo dell'ashram, Gandhi Smarak Sangrahalay

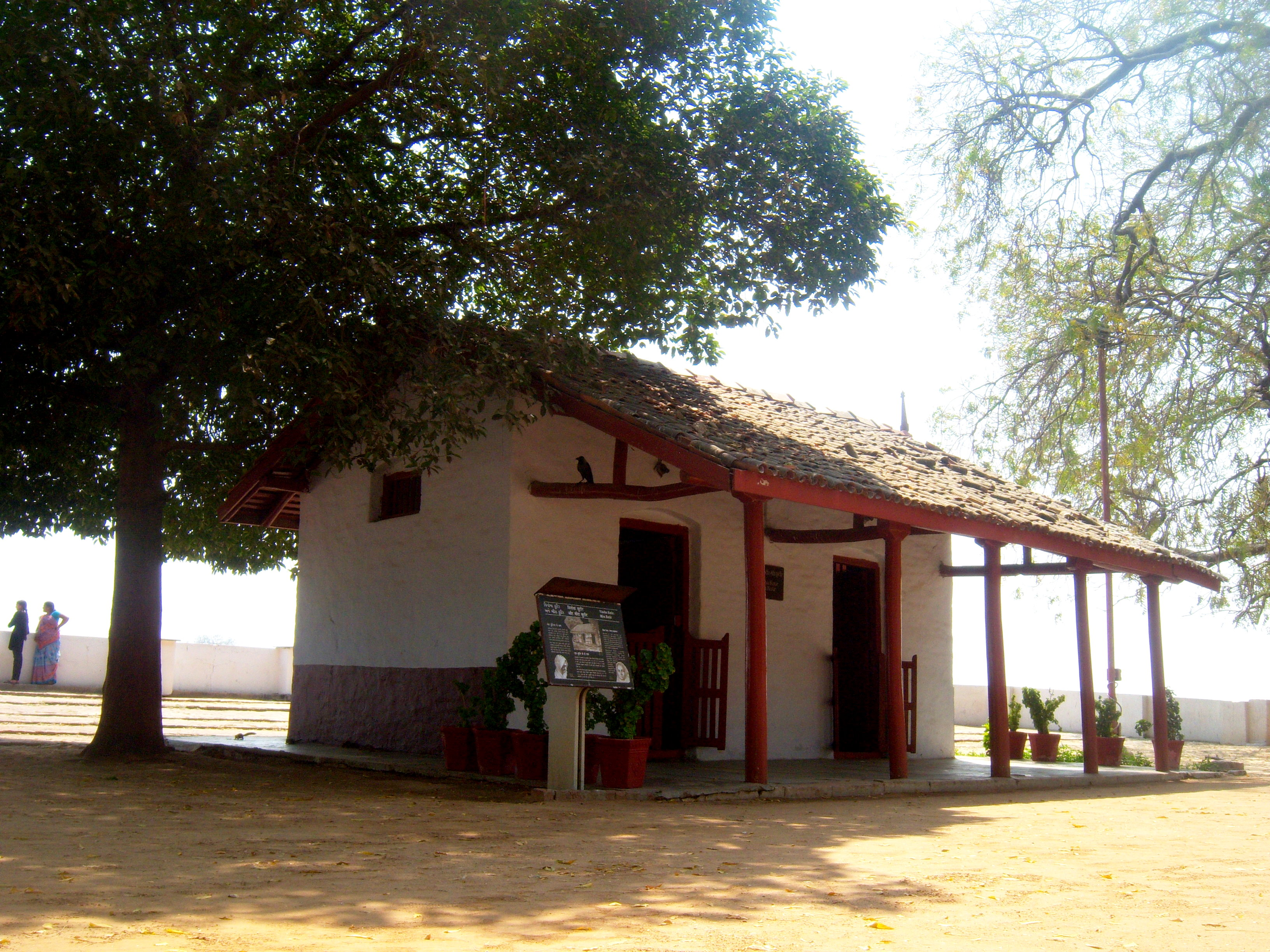
Vinobha Kutir

L'ashram oggi comprende un museo, il Gandhi Smarak Sangrahalay. Quest'ultimo era originariamente situato nell'Hridaya Kunj, il cottage di Gandhi nell'ashram. In seguito, nel 1963, fu costruito il museo, progettato dall'architetto Charles Correa. Il Sangrahalay fu rilocato nella nuova e fornita costruzione del museo e fu inaugurato da Jawaharlal Nehru, Primo Ministro indiano il 10 maggio 1963. Le attività del memoriale continuarono da allora.
Altre costruzioni all'interno del sito dell'ashram sono:
Nandini: questa è una casa per gli ospiti antica in cui i visitatori indiani e stranieri sono alloggiati. Esso è situato nella parte destra del "Hridaya Kunj".
Vinoba Kutir: questo cottage prende il nome da Acharya Vinoba Bhave, il quale vi alloggiò. Oggi è anche conosciuto come Mira Kutir, che prende il nome dalla discepola di Gandhi, Mirabehn, la quale vi visse, seguendo i principi di Gandhi. Ella era figlia di un retro-ammiraglio britannico.
Upasana Mandir: questo è un parco giochi all'aria aperta, in cui dopo le preghiere, Gandhi rispondeva alle domande individuali, e in qualità di capo famiglia, cercava di rispondervi. Il parco è situato tra l'Hridaya Kunj e il Magan Nivas.
Magan Nivas: questa capanna era la dimora del dirigente dell'ashram, Maganlal Gandhi. Maganlal era l'amato cugino di Gandhi, il quale lo chiamò "l'anima dell'ashram".

### Il museo dell'Ashram
- La galleria "La mia vita è il mio messaggio", raccoglie 8 dipinti a grandezza naturale e più di 250 foto dei più vividi e storici eventi della vita di Gandhi;
- La galleria Gandhi ad Ahmedabad, ripercorre la vita di Gandhi dal 1915 al 1930;
- La galleria dei dipinti ad olio a grandezza naturale;
- Esposizione di citazioni, lettere e altri documenti di Gandhi;
- La biblioteca che raccoglie circa 35.000 libri riguardanti la vita di Gandhi, il suo lavoro, i suoi insegnamenti, il Movimento d'indipendenza indiano e argomenti simili, una sala lettura con più di 80 periodici in inglese, hindi e gujarati.
- Gli archivi contenenti circa 34.119 lettere da e per Gandhi, sia in versione originale che in fotocopia, circa 8.781 pagine di manoscritti degli articoli di Gandhi che apparvero sul Harijan, Harijansevak, e Harijanbandhu; circa 6.000 fotografie di Gandhi e dei suoi associati;
- L'Hridaya Kunj, pietra miliare dell'Ashram Sabarmati, dove sono esposti alcune reliquie di Gandhi;
- Un'importante libreria, no-profit, che vende letteratura e memorabilia legata a Gandhi, al suo lavoro, che supporta gli artigiani locali.

### Le attività dell'Ashram

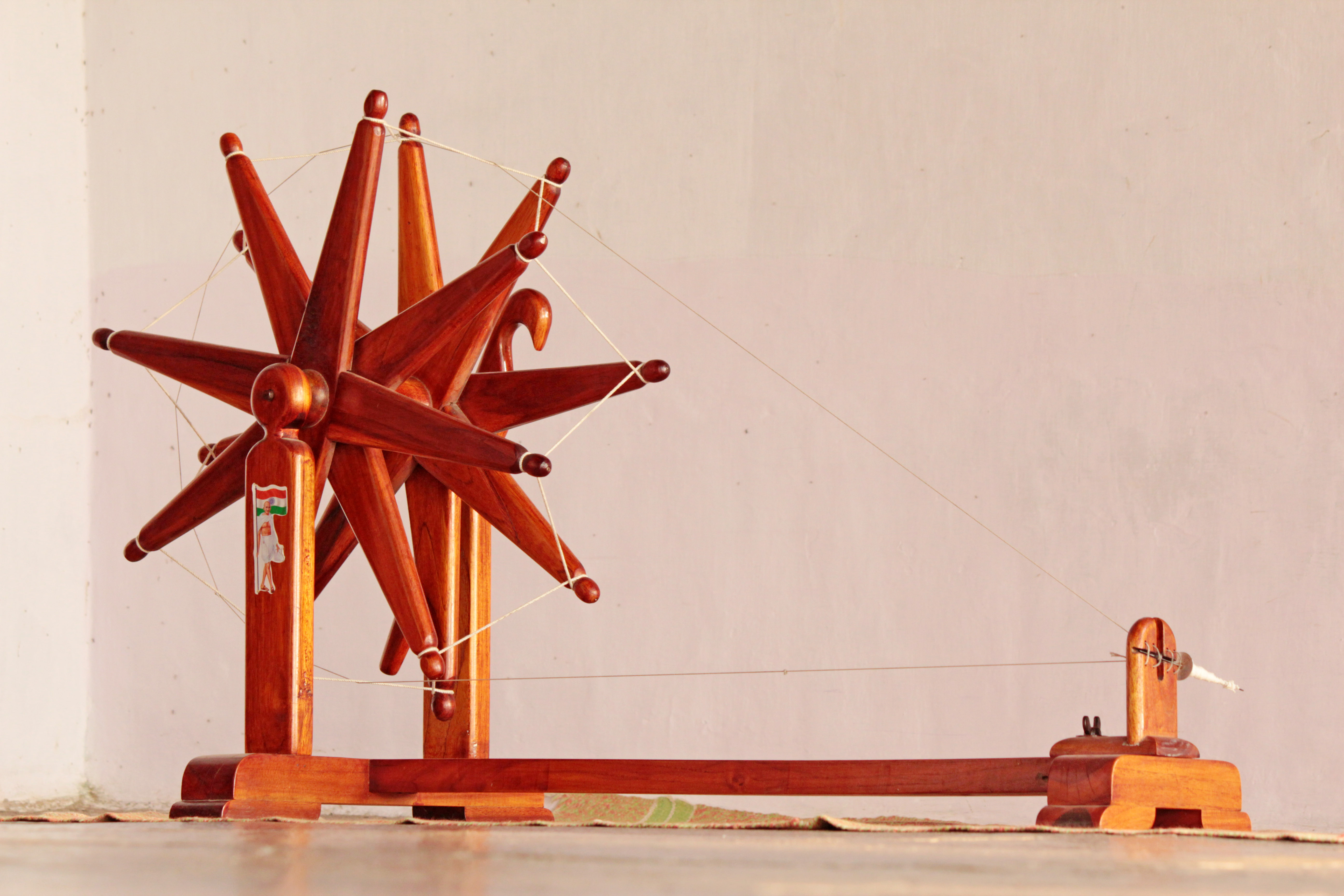
Arcolaio usato da Gandhi

- L'Ashram Sabarmati riceve circa 700.00 visitatori all'anno che devono essere ristorati. Rimane aperto per i visitatori ogni giorno dalle 8:00 alle 19:00;
- Raccoglie, elabora, preserva ed espone materiali d'archivio come scritture, fotografie, dipinti, registrazioni audio, film, effetti personali e altro;
- L'arcolaio usato da Gandhi per tessere il khadi e le tabelle di scrittura che usava per scrivere le lettere, sono alcuni degli insetimabili oggetti conservati;
- Organizza mostre sui diversi aspetti della vita di Gandhi, letteratura e attività;
- Pubblica il "Diario Mahadevhani", il quale raccoglie cronologicamente tutta la storia del Movimento d'indipendenza indiano;
- Il Trust dell'ashram dirige attività che includono l'educazione dei visitatori e della comunità, mantiene la routine del museo e i suoi dintorni ed edifici.
- Aiuta ad intraprendere la ricerca e lo studio sul pensiero gandhiano. Mantiene in contatto coloro che vengono aiutati. Pubblica i risultati degli studi per il bene di tutti;
- Osserva in maniera sostenibile gli eventi collegati alla vita di Gandhi;
- Mantiene i contatti con i giovani studenti della comunità, fornisce servizi per aiutarli a studiare il pensiero gandhiano.

### Il tour dell'Ashram

Lo Stato del Gujarat

L'Organizzazione di Preservazione e Memoriale dell'Ashram Gandhi, organizza tour guidati dell'ashram. Il tour dura 90 minuti e inizia con una presentazione di slide e finisce nella biblioteca.
I luoghi visitati sono: 
1. * Magan Niwas - Magan Gandhi;
2. * Upasana Mandir;
3. * Hridaya Kunj;
4. * Vinoba-Mira Kutir;
5. * Nandini;
6. * Udyog Mandir;
7. * Somnath Chattralaya;
8. * Gli insegnamenti di Niwas;
9. * Gandhi ad Ahmedabad;
10. * La galleria dei dipinti;
11. * La galleria "La mia vita è il mio messaggio";
12. * Biblioteca e Archivi.